# Norbert Jaskot
Norbert Stanisław Jaskot (Poznań, 19 luglio 1971) è uno schermidore polacco, vincitore di una medaglia d'argento ed una di bronzo ai campionati mondiali di scherma.

## Palmarès
In carriera ha conseguito i seguenti risultati:
- Mondiali di scherma

La Chaux de Fonds 1998: bronzo nella sciabola a squadre.
Seul 1999: argento nella sciabola a squadre.
- Europei di scherma

Plovdiv 1998: oro nella sciabola a squadre.